# باباك نجفي
باباك نجفي (بالفارسية: بابک نجفی) هو مخرج وكاتب سيناريو ومصور سنيمائي إيراني-سويدي ولد بتاريخ 14 سبتمبر 1975 في طهران.

## أعماله
أهم أعماله هما سقوط لندن وماري الفخورة.

## وصلات خارجية
- باباك نجفي على موقع IMDb (الإنجليزية)
- باباك نجفي على موقع ألو سيني (الفرنسية)
- باباك نجفي على موقع أول موفي (الإنجليزية)
- باباك نجفي على موقع قاعدة بيانات الأفلام السويدية (السويدية)
- باباك نجفي على موقع قاعدة بيانات الفيلم (الإنجليزية)
- باباك نجفي على موقع كينوبويسك (الروسية)

صفحته على IMDb